# Campionati del mondo Ironman 70.3 del 2011
La gara valida per i Campionati del mondo Ironman 70.3 del 2011 si è svolta a Lake Las Vegas, nella cittadina di Henderson in Nevada in data 11 settembre 2011. La competizione è stata sponsorizzata da Foster Grant e organizzata dalla World Triathlon Corporation.
Tra gli uomini ha vinto per la seconda volta, dopo l'edizione del 2006, l'australiano Craig Alexander, mentre tra le donne si è laureata campionessa del mondo ironman 70.3 la connazionale Melissa Rollison .
Si è trattata della 6ª edizione dei campionati mondiali di Ironman 70.3, che si tengono annualmente dal 2006.

## Ironman 70.3 - Risultati dei Campionati

### Uomini
| Pos. | Tempo   | Nome                 | Paese       | Ripartizione tempi | Ripartizione tempi | Ripartizione tempi | Ripartizione tempi | Ripartizione tempi |
| Pos. | Tempo   | Nome                 | Paese       | Nuoto              | T1                 | Bici               | T2                 | Corsa              |
| ---- | ------- | -------------------- | ----------- | ------------------ | ------------------ | ------------------ | ------------------ | ------------------ |
|      | 3:54:48 | Craig Alexander      | Australia   | 0:24:45            | 2:34               | 2:14:47            | 0:53               | 1:11:51            |
|      | 3:58:03 | Chris Lieto          | Stati Uniti | 0:24:51            | 2:31               | 2:10:36            | 1:11               | 1:18:56            |
|      | 3:58:42 | Jeff Symonds         | Canada      | 0:24:47            | 2:27               | 2:16:55            | 1:01               | 1:13:33            |
| 4    | 3:59:11 | Michael Weiss        | Austria     | 0:27:57            | 2:51               | 2:12:58            | 1:17               | 1:14:10            |
| 5    | 4:00:00 | Joe Gambles          | Australia   | 0:24:45            | 2:30               | 2:15:09            | 0:48               | 1:16:50            |
| 6    | 4:00:26 | Paul Matthews        | Australia   | 0:24:27            | 2:12               | 2:15:45            | 0:52               | 1:17:13            |
| 7    | 4:00:53 | Raynard Tissink      | Sudafrica   | 0:24:57            | 2:28               | 2:17:32            | 1:08               | 1:14:51            |
| 8    | 4:02:01 | Tim Berkel           | Australia   | 0:26:33            | 2:37               | 2:14:44            | 1:05               | 1:17:04            |
| 9    | 4:04:03 | Luke Bell            | Australia   | 0:24:53            | 2:24               | 2:15:15            | 1:14               | 1:20:19            |
| 10   | 4:05:09 | Alessandro Degasperi | Italia      | 0:25:23            | 2:19               | 2:16:29            | 1:00               | 1:19:59            |

### Donne
| Pos. | Tempo   | Nome              | Paese         | Ripartizione tempi | Ripartizione tempi | Ripartizione tempi | Ripartizione tempi | Ripartizione tempi |
| Pos. | Tempo   | Nome              | Paese         | Nuoto              | T1                 | Bici               | T2                 | Corsa              |
| ---- | ------- | ----------------- | ------------- | ------------------ | ------------------ | ------------------ | ------------------ | ------------------ |
|      | 4:20:55 | Melissa Rollison  | Australia     | 0:28:27            | 2:29               | 2:27:58            | 0:49               | 1:21:14            |
|      | 4:26:52 | Karin Thürig      | Svizzera      | 0:33:01            | 3:11               | 2:24:05            | 1:22               | 1:25:15            |
|      | 4:29:25 | Linsey Corbin     | Stati Uniti   | 0:29:19            | 2:38               | 2:31:08            | 0:58               | 1:25:24            |
| 4    | 4:30:21 | Heather Jackson   | Stati Uniti   | 0:29:31            | 2:27               | 2:33:06            | 0:50               | 1:24:27            |
| 5    | 4:33:08 | Joanna Lawn       | Nuova Zelanda | 0:27:59            | 2:50               | 2:33:52            | 1:07               | 1:27:22            |
| 6    | 4:33:57 | Leanda Cave       | Regno Unito   | 0:25:40            | 2:30               | 2:36:29            | 0:58               | 1:28:22            |
| 7    | 4:35:36 | Heather Wurtele   | Canada        | 0:27:28            | 2:45               | 2:33:47            | 1:11               | 1:30:26            |
| 8    | 4:36:14 | Emma-Kate Lidbury | Regno Unito   | 0:26:29            | 2:37               | 2:38:57            | 1:12               | 1:27:01            |
| 9    | 4:36:52 | Christie Sym      | Australia     | 0:29:17            | 2:33               | 2:32:19            | 0:56               | 1:31:48            |
| 10   | 4:37:03 | Michelle Wu       | Australia     | 0:28:04            | 2:50               | 2:38:15            | 1:01               | 1:26:56            |

## Ironman 70.3 - Risultati della serie
Le gare di qualifica al Campionato del mondo Ironman 70.3 si svolgono nei 12 mesi che precedono tale evento.

### Uomini
| Evento          | Oro                 | Tempo   | Argento              | Tempo   | Bronzo               | Tempo   |
| Austin          | James Cunnama       | 3.53.57 | Marko Albert         | 3.55.06 | Richie Cunningham    | 3.57.04 |
| Miami           | Sylvain Sudrie      | 4:00:41 | Paul Amey            | 4:02:47 | Oscar Galíndez       | 4:05:38 |
| Clearwater      | Michael Raelert     | 3:41:19 | Filip Ospalý         | 3:42:56 | Timothy O'Donnell    | 3:44:18 |
| Phuket          | Timothy O'Donnell   | 3:59:42 | Massimo Cigana       | 4:01:52 | Hideo Fukui          | 4:04:00 |
| Pucón           | Daniel Fontana      | 3:52:59 | Reinaldo Colucci     | 3:56:24 | Oscar Galíndez       | 3:57:17 |
| South Africa    | Frederik Van Lierde | 4:06:30 | James Cunnama        | 4:08:41 | Alessandro Degasperi | 4:15:16 |
| San Juan        | Timothy O'Donnell   | 3:49:29 | Paul Amey            | 3:52:37 | Luke McKenzie        | 3:56:57 |
| Singapore       | Kris Gemmell        | 3.50:56 | James Cunnama        | 3:51:45 | Pete Jacobs          | 3:54:25 |
| California      | Andy Potts          | 3:55:49 | Rasmus Henning       | 3:56.07 | Michael Weiss        | 3:56:29 |
| Texas           | Chris Lieto         | 3:45:37 | Rasmus Henning       | 3:46:47 | Timothy O'Donnell    | 3:48:16 |
| New Orleans (*) | Sebastian Kienle    | 3:18:08 | Paul Amey            | 3:23:08 | Paul Matthews        | 3:25:24 |
| Port Macquarie  | Joe Gambles         | 3:58:15 | Tim Berkel           | 4:01:40 | Cameron Brown        | 4:03:22 |
| St. Croix       | Maksym Kriat        | 4:11:43 | Luke Bell            | 4:11:59 | Richie Cunningham    | 4:15:50 |
| Busselton       | Tim Berkel          | 3:51:27 | Matty White          | 3:52:50 | Tim Reed             | 3:53:59 |
| Mallorca        | Andreas Raelert     | 3:53:07 | Bertrand Billard     | 3:56:56 | Sylvain Sudrie       | 3:59:00 |
| Florida         | Andy Potts          | 3:53:14 | Maxim Kriat          | 3:57:10 | David Kahn           | 3:58:13 |
| Austria         | Filip Ospalý        | 3:55:27 | Michael Weiss        | 3:56:01 | Paul Amey            | 3:57:41 |
| Hawaii          | Luke Bell           | 3:58:14 | Chris Lieto          | 4:01:32 | Matt Lieto           | 4:05:25 |
| Switzerland     | Andreas Böcherer    | 3:46:56 | Ronnie Schildknecht  | 3:51:23 | Mathias Hecht        | 3:54:36 |
| Mooseman        | Maxim Kriat         | 4:02:04 | Paul Ambrose         | 4:02:11 | Tom Lowe             | 4:09:23 |
| Boise           | Ben Hoffman         | 3:52:41 | Nicholas Thompson    | 3:54:48 | Jeff Symonds         | 3:55:28 |
| Italy           | Daniel Fontana      | 4:01:26 | Alessandro Degasperi | 4:10:54 | Hideo Fukui          | 4:10:55 |
| Eagleman        | TJ Tollakson        | 3:54:49 | Richie Cunningham    | 3:57:43 | Stanislav Krylov     | 3:58:13 |
| Kansas          | Paul Matthews       | 3:49:44 | David Kahn           | 3:55:46 | Luke Bell            | 3:56:13 |
| U.K.            | Mikel Elgezabal     | 4:25:15 | Stephen Bayliss      | 4:26:30 | Martin Jensen        | 4:27:18 |
| Buffalo Springs | Raynard Tissink     | 4:03:27 | Michael Lovato       | 4:04:22 | Josiah Middaugh      | 4:05:51 |
| Korea           | Cameron Brown       | 4:03:58 | Guy Crawford         | 4:15:03 | Kieran Doe           | 4:15:56 |
| Muncie          | Ben Hoffman         | 3:48:14 | Mike Caiazzo         | 3:53:12 | Rich Allen           | 3:54:18 |
| Rhode Island    | David Kahn          | 4:00:52 | Paul Ambrose         | 4:01:27 | Viktor Zyemtsev      | 4:21:24 |
| Racine          | Paul Ambrose        | 3:51:50 | Tim Berkel           | 3:57:32 | Patrick Evoe         | 4:03:14 |
| Vineman         | Andy Potts          | 3:45:58 | Paul Matthews        | 3:46:27 | Joe Gambles          | 3:47:04 |
| Antwerp         | Bart Aernouts       | 3:45:37 | Axel Zeebroek        | 3:48:25 | Markus Fachbach      | 3:54:31 |
| Calgary         | Timothy O'Donnell   | 3:56:24 | Jordan Rapp          | 4:02:37 | Brian Fleischmann    | 4:03:27 |
| Boulder         | Joe Gambles         | 3:45:35 | Raynard Tissink      | 3:51:41 | Paul Ambrose         | 3:53:01 |
| Philippines     | Pete Jacobs         | 3:51:43 | Jesse Thomas         | 4:12:30 | Cameron Brown        | 4:12:54 |
| Wiesbaden       | Andi Böcherer       | 4:08:36 | Filip Ospalý         | 4:10:19 | Martin Krňávek       | 4:15:02 |
| Steelhead∗      | Tom Lowe            | 3:19:32 | Matt Reed            | 3:19:51 | Michael Lovato       | 3:20:16 |
| Lake Stevens    | Luke Bell           | 3:56:50 | Paul Ambrose         | 3:57:23 | Jeff Symonds         | 3:58:29 |

(*) Frazione nuoto annullata

### Donne
| Evento          | Oro                 | Tempo   | Argento              | Tempo   | Bronzo             | Tempo   |
| Austin          | Nicola Spirig       | 4:09:34 | Angela Naeth         | 4:17:58 | Samantha Warriner  | 4:22:01 |
| Miami           | Leanda Cave         | 4:21:21 | Angela Naeth         | 4:30:03 | Christie Sym       | 4:36:46 |
| Clearwater      | Jodie Swallow       | 4:06:28 | Leanda Cave          | 4:12:34 | Magali Tisseyre    | 4:13:04 |
| Phuket          | Caroline Steffen    | 4:20:13 | Melissa Rollison     | 4:24:53 | Belinda Granger    | 4:30:49 |
| Pucón           | Linsey Corbin       | 4:15:42 | Kim Loeffler         | 4:21:17 | Heather Gollnick   | 4:33:38 |
| South Africa    | Jodie Swallow       | 4:39:19 | Tine Deckers         | 4:42:25 | Mari Rabie         | 4:45:45 |
| San Juan        | Kelly Williamson    | 4.15.38 | Kate Major           | 4.19.09 | Caitlin Snow       | 4.20.33 |
| Singapore       | Mary Beth Ellis     | 4.21.06 | Amy Marsh            | 4.22.32 | Michelle Wu        | 4.25.31 |
| California      | Mirinda Carfrae     | 4.26.18 | Heather Jackson      | 4.26.28 | Magali Tisseyre    | 4:27:22 |
| Texas           | Catriona Morrison   | 4:06:43 | Angela Naeth         | 4:09:40 | Karin Thürig       | 4:10:30 |
| New Orleans (*) | Julie Dibens        | 3:40:15 | Samantha Warriner    | 3:41:31 | Yvonne Van Vlerken | 3:44:30 |
| Port Macquarie  | Joanna Lawn         | 4:29:36 | Madeleine Oldfield   | 4:37:24 | Michelle Wu        | 4:41:10 |
| St. Croix       | Catriona Morrison   | 4:29:28 | Angela Naeth         | 4:32:07 | Mirinda Carfrae    | 4:36:01 |
| Busselton       | Joanna Lawn         | 4:13:23 | Felicity Sheedy Ryan | 4:15:21 | Rebekah Keat       | 4:15:55 |
| Mallorca        | Emma-Kate Lidbury   | 4:33:18 | Erika Csomor         | 4:33:50 | Silvia Felt        | 4:34:04 |
| Florida         | Caitlin Snow        | 4:22:31 | Nina Kraft           | 4:28:37 | Heather Leiggi     | 4:32:14 |
| Austria         | Karin Thürig        | 4:20:34 | Erika Csomor         | 4:24:19 | Yvonne van Vlerken | 4:26:56 |
| Hawaii          | Bree Wee            | 4:42:32 | Sheila Croft         | 4:43:09 | Susanne Davis      | 4:44:00 |
| Switzerland     | Caroline Steffen    | 4:15:10 | Karin Thürig         | 4:18:31 | Sonja Tajsich      | 4:24:58 |
| Mooseman        | Lesley Paterson     | 4:30:58 | Caitlin Snow         | 4:31:46 | Melanie McQuaid    | 4:49:29 |
| Boise           | Magali Tisseyre     | 4:18:28 | Heather Wurtele      | 4:20:21 | Rachel McBride     | 4:22:14 |
| Italy           | Martina Dogana      | 4:44:59 | Edith Niederfriniger | 4:47:51 | Francesca Tibaldi  | 4:54:24 |
| Eagleman        | Mirinda Carfrae     | 4:15:31 | Tyler Stewart        | 4:21:28 | Samantha Warriner  | 4:23:02 |
| Kansas          | Chrissie Wellington | 4:11:08 | Leanda Cave          | 4:15:13 | Whitney Garcia     | 4:27:17 |
| U.K.            | Emma-Kate Lidbury   | 5:01:01 | Eimear Mullan        | 5:01:49 | Lucy Gossage       | 5:03:43 |
| Buffalo Springs | Kelly Williamson    | 4:26:09 | Jessica Meyers       | 4:34:23 | Margaret Shapiro   | 4:35:21 |
| Korea           | Joanna Lawn         | 4:38:54 | Yasuko Miyazaki      | 5:08:06 | Sarah Wheeler      | 5:24:03 |
| Muncie          | Melissa Rollison    | 4:08:48 | Kelly Williamson     | 4:12:19 | Leanda Cave        | 4:12:35 |
| Rhode Island    | Magali Tisseyre     | 4:27:08 | Annie Gervais        | 4:38:38 | Heather Leiggi     | 4:40:39 |
| Racine          | Christie Sym        | 4:28:54 | Kristin Andrews      | 4:33:26 | Michelle Wu        | 4:33:48 |
| Vineman         | Melissa Rollison    | 4:09:00 | Leanda Cave          | 4:15:14 | Mirinda Carfrae    | 4:17:49 |
| Antwerp         | Sofie Goos          | 4:21:24 | Sofie De Groote      | 4:22:40 | Natascha Badmann   | 4:26:44 |
| Calgary         | Tenille Hoogland    | 4:34:21 | Sara Gross           | 4:34:27 | Mackenzie Madison  | 4:36:52 |
| Boulder         | Angela Naeth        | 4:10:31 | Kelly Williamson     | 4:12:42 | Amanda Lovato      | 4:23:54 |
| Philippines     | Belinda Granger     | 4:26:23 | Amanda Stevens       | 4:28:34 | Bree Wee           | 4:35:16 |
| Wiesbaden       | Karin Thürig        | 4:45:47 | Eva Wutti            | 4:50:54 | Natascha Badmann   | 4:51:39 |
| Steelhead∗      | Melissa Rollison    | 3:36:02 | Heather Jackson      | 3:39:38 | Jessica Jacobs     | 3:44:22 |
| Lake Stevens    | Tyler Stewart       | 4:27:31 | Melanie McQuaid      | 4:37:58 | Haley Cooper-Scott | 4:42:42 |

(*) Frazione nuoto annullata

## La serie
| Data             | Evento                                       | Località                                                    |
| ---------------- | -------------------------------------------- | ----------------------------------------------------------- |
| 17 ottobre 2010  | Ironman 70.3 Austin                          | Austin, Texas, Stati Uniti d'America                        |
| 30 ottobre 2010  | Ironman 70.3 Miami                           | Miami, Florida, Stati Uniti d'America                       |
| 13 novembre 2010 | Foster Grant Ironman 70.3 World Championship | Clearwater, Florida, Stati Uniti d'America                  |
| 10 dicembre 2010 | Asia-Pacific Championship 70.3               | Phuket, Thailandia                                          |
| 16 gennaio 2011  | Ironman 70.3 Pucon                           | Pucón, Cile                                                 |
| 23 gennaio 2011  | Spec-Savers Ironman 70.3 South Africa        | Municipalità metropolitana di Buffalo City, Sudafrica       |
| 19 marzo 2011    | Ironman 70.3 San Juan                        | San Juan, Porto Rico                                        |
| 20 marzo 2011    | Aviva Ironman 70.3 Singapore                 | Singapore                                                   |
| 2 aprile 2011    | Ironman 70.3 California††                    | Oceanside, California, Stati Uniti d'America                |
| 10 aprile 2011   | Memorial Hermann Ironman 70.3 Texas          | Galveston Island, Texas, Stati Uniti d'America              |
| 17 aprile 2011   | Ochsner Ironman 70.3 New Orleans             | New Orleans, Louisiana, Stati Uniti d'America               |
| 1º maggio 2011   | Ironman 70.3 Port MacQuarie                  | Port Macquarie, Nuovo Galles del Sud, Australia             |
| 1º maggio 2011   | Ironman 70.3 St. Croix††                     | Saint Croix, Isole Vergini Americane, Stati Uniti d'America |
| 7 maggio 2011    | Ironman 70.3 Busselton                       | Busselton, South West, Australia                            |
| 14 maggio 2011   | Thomas Cook Ironman 70.3 Mallorca            | Alcúdia, Spagna                                             |
| 15 maggio 2011   | Rohto Ironman 70.3 Florida                   | Orlando, Florida, Stati Uniti d'America                     |
| 22 maggio 2011   | Ironman 70.3 Austria                         | Sankt Pölten, Austria                                       |
| 4 giugno 2011    | Rohto Ironman 70.3 Hawaii††                  | Kohala, Isola di Hawaii, Stati Uniti d'America              |
| 5 giugno 2011    | PowerBar Ironman 70.3 Switzerland            | Rapperswil-Jona, Svizzera                                   |
| 5 giugno 2011    | Ironman 70.3 Mooseman                        | Newfound Lake, New Hampshire, Stati Uniti d'America         |
| 11 giugno 2011   | Ironman 70.3 Boise                           | Boise, Idaho, Stati Uniti d'America                         |
| 12 giugno 2011   | Ironman 70.3 Italy                           | Pescara, Italia                                             |
| 12 giugno 2011   | Ironman 70.3 Eagleman††                      | Cambridge, Maryland, Stati Uniti d'America                  |
| 12 giugno 2011   | Ironman 70.3 Kansas                          | Lawrence, Kansas, Stati Uniti d'America                     |
| 19 giugno 2011   | Ironman 70.3 U.K.                            | Wimbleball Lake, Regno Unito                                |
| 26 giugno 2011   | Ironman 70.3 Buffalo Springs Lake†† ‡        | Lubbock, Texas, Stati Uniti d'America                       |
| 3 luglio 2011    | Ironman 70.3 Korea                           | Jeju-do, Corea del Sud                                      |
| 9 luglio 2011    | Ironman 70.3 Muncie                          | Muncie, Indiana, Stati Uniti d'America                      |
| 10 luglio 2011   | Amica Ironman 70.3 Rhode Island              | Providence, Rhode Island, Stati Uniti d'America             |
| 17 luglio 2011   | Ironman 70.3 Racine                          | Racine, Wisconsin, Stati Uniti d'America                    |
| 17 luglio 2011   | Ironman 70.3 Vineman                         | Contea di Sonoma, California, Stati Uniti d'America         |
| 24 luglio 2011   | Ironman 70.3 Antwerp‡                        | Anversa, Belgio                                             |
| 31 luglio 2011   | Viterra Ironman 70.3 Calgary                 | Calgary, Alberta, Canada                                    |
| 7 agosto 2011    | Rohto Ironman 70.3 Boulder                   | Boulder, Colorado, Stati Uniti d'America                    |
| 14 agosto 2011   | Cobra Ironman 70.3 Philippines               | Provincia di Camarines Sur, Filippine                       |
| 14 agosto 2011   | Ironman 70.3 European Championship           | Wiesbaden, Germania                                         |
| 14 agosto 2011   | Whirlpool Ironman 70.3 Steelhead             | Benton Harbor, Michigan, Stati Uniti d'America              |
| 14 agosto 2011   | Ironman 70.3 Lake Stevens                    | Lake Stevens, Washington, Stati Uniti d'America             |

†† Evento di qualifica anche per la gara dei Campionati del mondo Ironman 2011
‡ Evento di qualifica anche per la gara dei Campionati del mondo Ironman 2011 handbyke

## Medagliere competizioni
| Pos. | Paese         | Oro | Argento | Bronzo |    |
| ---- | ------------- | --- | ------- | ------ | -- |
| 1    | Stati Uniti   | 18  | 20      | 21     | 59 |
| 2    | Australia     | 15  | 13      | 17     | 45 |
| 3    | Regno Unito   | 11  | 7       | 6      | 24 |
| 4    | Nuova Zelanda | 5   | 2       | 5      | 12 |
| 5    | Svizzera      | 5   | 2       | 4      | 11 |
| 6    | Germania      | 5   | 1       | 3      | 9  |
| 7    | Canada        | 4   | 8       | 4      | 16 |
| 8    | Italia        | 3   | 3       | 2      | 8  |
| 9    | Belgio        | 3   | 3       | 0      | 6  |
| 10   | Sudafrica     | 2   | 3       | 1      | 6  |
| 11   | Ucraina       | 2   | 1       | 1      | 4  |
| 12   | Rep. Ceca     | 1   | 2       | 1      | 4  |
| 13   | Francia       | 1   | 1       | 1      | 3  |
| 14   | Spagna        | 1   | 0       | 0      | 1  |
| 15   | Austria       | 0   | 2       | 2      | 4  |
| 16   | Danimarca     | 0   | 2       | 1      | 3  |
| 17   | Ungheria      | 0   | 2       | 0      | 2  |
| 18   | Giappone      | 0   | 1       | 2      | 3  |
| 19   | Brasile       | 0   | 1       | 0      | 1  |
| 20   | Estonia       | 0   | 1       | 0      | 1  |
| 21   | Irlanda       | 0   | 1       | 0      | 1  |
| 22   | Argentina     | 0   | 0       | 2      | 2  |
| 23   | Paesi Bassi   | 0   | 0       | 2      | 2  |
| 24   | Russia        | 0   | 0       | 1      | 1  |